# Richard Van Oosterhout
Richard Van Oosterhout (Baarle-Nassau, 1962) is een Nederlandse cameraman, woonachtig in België.  Hij werkt aan speelfilms, korte films, documentaires en televisieseries.

## Erkenning
Van Oosterhout won tweemaal Gouden Kalf voor het Beste Camerawerk: in 2007 voor Wolfsbergen en in 2013 voor &ME. Ook in 2005 was hij voor deze prijs genomineerd, met name voor Zwarte zwanen in regie van Colette Bothof, maar dat jaar werd Melle van Essen laureaat.
In 2013 werd zijn werk aan de dramafilm Little Black Spiders genomineerd voor een Ensor voor beste cinematografie. Laureaat dat jaar werd evenwel Ruben Impens.

## Filmografie en televisiewerk
- 1998: Rosie in regie van Patrice Toye
- 2001: Olivetti 82 in regie van Rudi Van Den Bossche (naast Goert Giltay)
- 2001: Monte Carlo in regie van Norbert ter Hall
- 2003: Klem in de draaideur in regie van Peter de Baan (televisiefilm)
- 2005: Zwarte zwanen in regie van Colette Bothof
- 2005: Guernsey in regie van Nanouk Leopold
- 2006: Taxi van Palemu in regie van Nicole van Kilsdonk (televisieserie)
- 2006: 't Schaep met de 5 pooten in regie van Norbert ter Hall en Frank Krom (televisieserie, remake 2006)
- 2006:Waltz in regie van Norbert ter Hall (televisieserie)
- 2007: Wolfsbergen in regie van Nanouk Leopold
- 2008: Beyond the Game in regie van Jos de Putter (documentaire)
- 2009: Atlantis in regie van Digna Sinke
- 2011: Penny's Shadow in regie van Steven de Jong
- 2011: Geen probleem! in regie van Norbert ter Hall (televisieserie)
- 2011 - heden: A'dam - E.V.A. in regie van Norbert ter Hall (televisieserie)
- 2012: Little Black Spiders in regie van Patrice Toye
- 2013: &ME in regie van Norbert ter Hall
- 2013: Leve Boerenliefde in regie van Steven de Jong
- 2014: Onder het hart in regie van Nicole van Kilsdonk

- Gemeinsame Normdatei: 120161872X
- Virtual International Authority File: 311685265
- WorldCat: E39PBJpYBHHWb8QTWmDqqbCWjC